# Advanced Streaming Format
Advanced Streaming Format (o ASF, posteriormente renombrado a Advanced Systems Format) es un formato contenedor digital propiedad de Microsoft, diseñado especialmente para el streaming.
El formato no especifica cómo debe ser codificado; en vez de eso, solo especifica la estructura del flujo de video/audio. Los archivos ASF pueden codificarse con prácticamente cualquier codec, sin que deje de ser formato ASF. Esta función es similar a la llevada a cabo por los formatos QuickTime, AVI u Ogg.
Los tipos de archivo más comunes contenidos en un archivo ASF son Windows Media Audio (WMA) y Windows Media Video (WMV).
Los archivos que contienen sólo audio WMA suelen ser nombrados usando la extensión .wma, y los archivos que sólo guardan vídeo WMV suelen llevar la extensión .wmv; de todos modos, el archivo no deja de ser formato ASF; ambos pueden usar la extensión .asf si así se desea.
Este formato se confunde a menudo con la implementación de Microsoft MPEG-4 (Windows Media Video), porque la mayoría de los flujos o archivos ASF se codifican usando inclusive este codec muy a menudo.